# Кінансвілл (Північна Кароліна)
Кінансвілл (англ. Kenansville) — місто (англ. town) в США, в окрузі Даплін штату Північна Кароліна. Населення — 770 осіб (2020).

## Географія
Кінансвілл розташований за координатами 34°57′35″ пн. ш. 77°57′58″ зх. д. / 34.95972° пн. ш. 77.96611° зх. д. (34.959645, -77.966115).  За даними Бюро перепису населення США в 2010 році місто мало площу 5,49 км², уся площа — суходіл.

## Демографія
Згідно з переписом 2010 року, у місті мешкало 855 осіб у 410 домогосподарствах у складі 203 родин. Густота населення становила 156 осіб/км².  Було 480 помешкань (87/км²).
Расовий склад населення:
| - 57,9 % — білих - 37,8 % — чорних або афроамериканців - 1,1 % — азіатів - 0,6 % — корінних американців - 1,4 % — осіб інших рас |

До двох чи більше рас належало 1,3 %. Частка іспаномовних становила 3,9 % від усіх жителів.
За віковим діапазоном населення розподілялося таким чином: 15,7 % — особи молодші 18 років, 56,8 % — особи у віці 18—64 років, 27,5 % — особи у віці 65 років та старші. Медіана віку мешканця становила 50,3 року. На 100 осіб жіночої статі у місті припадало 81,9 чоловіків;  на 100 жінок у віці від 18 років та старших — 78,9 чоловіків також старших 18 років.
Середній дохід на одне домашнє господарство  становив 38 755 доларів США (медіана — 28 448), а середній дохід на одну сім'ю — 58 012 долари (медіана — 46 979). Медіана доходів становила 29 583 долари для чоловіків та 32 625 доларів для жінок. За межею бідності перебувало 26,9 % осіб, у тому числі 35,6 % дітей у віці до 18 років та 17,1 % осіб у віці 65 років та старших.
Цивільне працевлаштоване населення становило 302 особи. Основні галузі зайнятості: роздрібна торгівля — 24,8 %, освіта, охорона здоров'я та соціальна допомога — 24,8 %, виробництво — 19,2 %.